# Gran Arquitecto del Universo

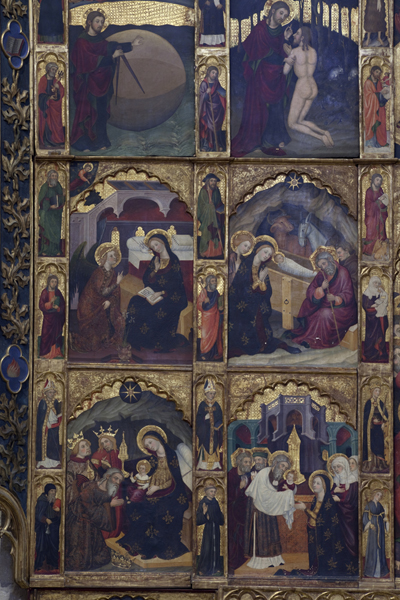
Fragmento del retablo de la Colegiata de Santa María de Manresa de Pere Serra. En la parte superior izquierda se encuentra la representación de Cristo portando un compás como gran artífice del universo.

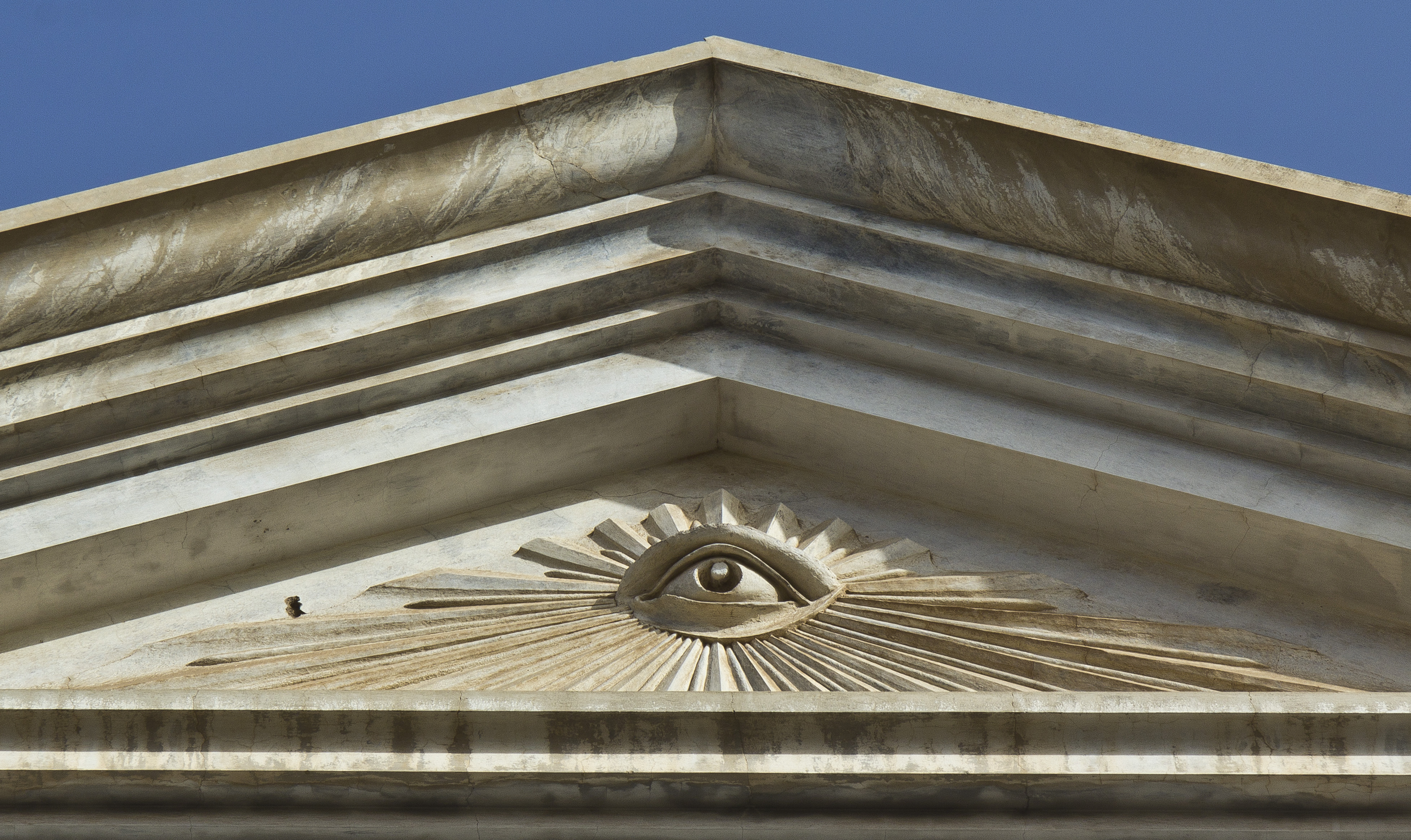
El Ojo que todo lo ve, el cual representa al Gran Arquitecto del Universo. Fachada del Templo Masónico de Santa Cruz de Tenerife.

El Gran Arquitecto del Universo, expresado habitualmente con el acrónimo G∴A∴D∴U∴, es el nombre simbólico con el que suele referirse a un Dios como primera causa del Universo en ciertas órdenes iniciáticas (Francmasonería, la Rosacruz y la Orden Martinista).

## Simbolismo
Dicha expresión proviene del renacimiento europeo y fue utilizada por los alquimistas, astrónomos, filósofos y artistas. El Gran Arquitecto es una alegoría que designa al principio creador, para algunos a Dios. Se dice que él nos llevó de las tinieblas a la luz, de la ignorancia al conocimiento. En un himno que data de comienzos del siglo V, la iglesia de Epifanio de Salamina es calificada de “paraíso del Gran Arquitecto”.
La creencia en el Gran Arquitecto del Universo es un principio inamovible dentro de la masonería liderada por la Gran Logia Unida de Inglaterra. Los masones son libres de creer en el Ser Supremo que se ajuste a su creencia personal. Después, por medio de su propio esfuerzo personal conseguirán un reconocimiento más perfecto, una realización más íntima y profunda de este principio, al mismo tiempo inmanente y trascendente, que constituye la base y esencia íntima de todo lo existente. En el caso de la masonería de la corriente relacionada con el Gran Oriente de Francia, el Gran Arquitecto del Universo simboliza todo principio creador u organizador, lo que permite que en las logias de esta corriente puedan ser aceptados ateos, agnósticos y creyentes de religiones sin un dios creador.
El G∴A∴D∴U∴, significa el resultado espiritual donde luego el microcosmos (el Ser entendido) se sublima dentro del macrocosmos (el Universo) y se revela luego como un Ser elevado.
Los francmasones siguen diversas religiones como la católica, la judía o la musulmana; algunos consideran que el G∴A∴D∴U∴ es el mismo Dios creador. Buscar las pruebas de la existencia del G∴A∴D∴U∴, resulta inútil y superficial y la importancia del mismo tiene que ver con una cuestión de fe. En ese sentido la fe, la esperanza y la caridad forman parte de las tres virtudes teologales, es decir la unión con Dios.
Los masones abren y cierran los trabajos consagrados "A la Gloria del Gran Arquitecto del Universo" y las Tenidas en las logias; dichos trabajos, para los masones pertenecientes a la masonería liderada por la Gran Logia Unida de Inglaterra, son en realidad un culto al ser supremo, donde se pide a Dios bendecir el recinto como un lugar sagrado donde se alabará su nombre. En ese sentido, la masonería siguiendo su tradicional método de enseñanza (deductivo), analiza el universo y la perfección que reina en él y concluye que esta no puede ser la obra de otro que no sea del "Gran Arquitecto Del Universo". En algunas logias de la corriente relacionada con el Gran Oriente de Francia, los trabajos no se consagran "A la Gloria del Gran Arquitecto del Universo", sino "Por el Progreso de la Humanidad".

## Interpretaciones
- Según el ensayista Burkhardt Gorissen, el Gran Arquitecto del Universo y el demiurgo de la gnosis son la misma entidad.[2] Igualmente presenta similitud con Vishua Karma; el dios de los artesanos y los arquitectos en el hinduismo.